# Мрози-Великі
Мрози-Великі (пол. Mrozy Wielkie, нім. Mrosen, 1938-45: Schönhorst) — село в Польщі, у гміні Елк Елцького повіту Вармінсько-Мазурського воєводства.
Населення — 288 осіб (2011).
У 1975-1998 роках село належало до Сувальського воєводства.

## Демографія
Демографічна структура станом на 31 березня 2011 року:
|          | Загалом | Допрацездатний вік | Працездатний вік | Постпрацездатний вік |
| -------- | ------- | ------------------ | ---------------- | -------------------- |
| Чоловіки | 152     | 37                 | 103              | 12                   |
| Жінки    | 136     | 35                 | 79               | 22                   |
| Разом    | 288     | 72                 | 182              | 34                   |